# Maj 2009
| Maj 2009 |
| Månader under 2009: Januari · Februari · Mars · April · Maj · Juni · Juli · Augusti · September · Oktober · November · December ← December 2008 · Januari 2010 → |

## Händelser
- 9 maj – Jacob Zuma tillträder som Sydafrikas president.
- 11 maj – Rymdfärjan Atlantis lyfter från Kennedys rymdcenter för att reparera rymdteleskopet Hubble.
- 16 maj – Alexander Rybaks Fairytale vinner Eurovision Song Contest 2009 i Moskva med 387 poäng, vilket är poängrekord i Eurovision Song Contest.[1]
- 19 maj – Gerillan Tamilska tigrarna på Sri Lanka besegras efter ett 26 år långt inbördeskrig.
- 29 maj – Sveriges äldsta man Herner Larsson omkommer i en villabrand i sitt hem i Halland 107 år gammal.

### Fotnoter
1. ↑  Sandra Wejbro (16 maj 2009). ”Norge vann schlager-EM”. Aftonbladet. http://www.aftonbladet.se/nojesbladet/melodifestivalen/article11827382.ab. Läst 11 september 2016.